# Hispania visigoda

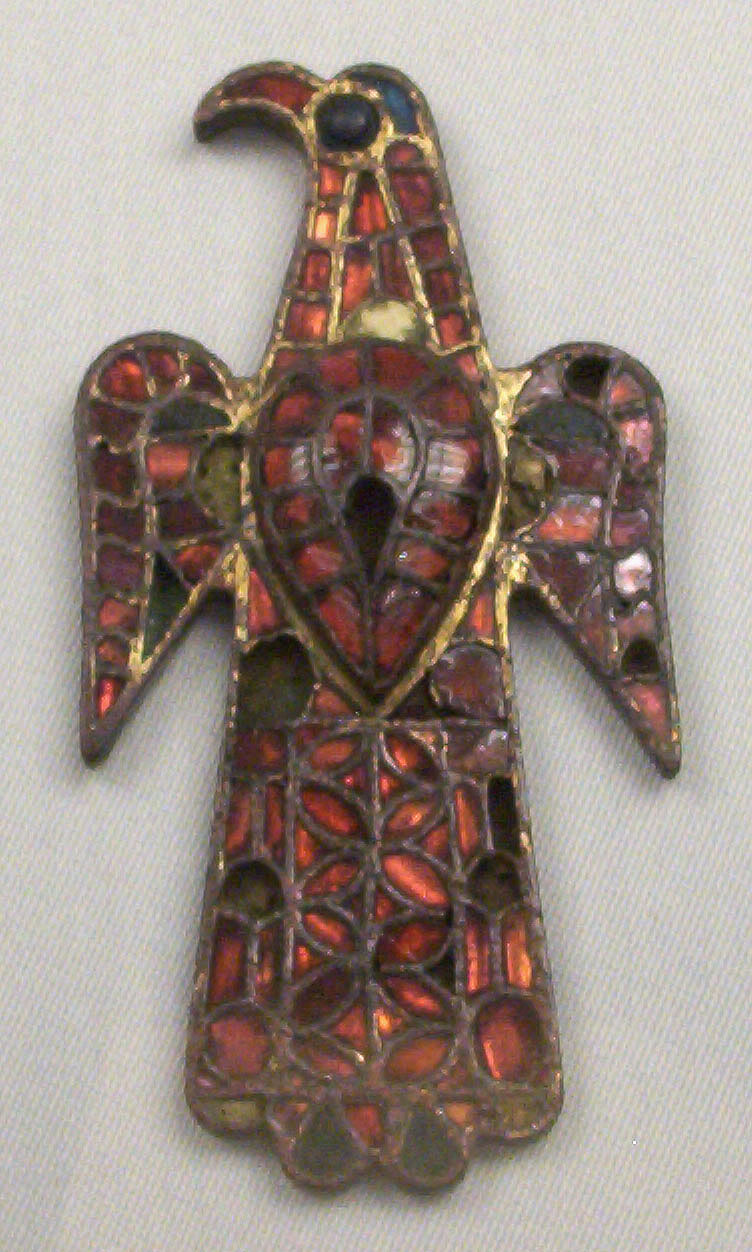
Fíbula aquiliforme visigótica de Alovera, hecha en bronce y pasta vítrea, procedente de Alovera (Guadalajara). Realizada mediante la técnica del alveolado o tabicado (cloisonné). Museo Arqueológico Nacional de España.

La Hispania visigoda es la denominación del período histórico que abarca el asentamiento del pueblo visigodo en la península ibérica, entre mediados del siglo V y comienzos del siglo VIII.

## Historia

### Invasiones germánicas en Hispania
Desde el siglo III al V, dos pueblos germánicos habían cruzado la península ibérica, los suevos y los vándalos, así como un pueblo iranio los alanos, que existe todavía en Osetia, en las montañas del Cáucaso. Hacia el 409 o 410, se tienen noticias de la entrada por los Pirineos de un número no determinado de suevos (unos 30 000, aunque no hay consenso entre los historiadores), el pueblo germánico de mayor complejidad cultural, ocupando el noroeste de la península, lo que es Gallaecia, con capital en Braccara Augusta, la actual Braga (Portugal).
El cronista Hidacio, hablando sobre todo de la ocupación de la Gallaecia por los suevos, habla de todo tipo de atropellos y brutalidades:

Los bárbaros que habían penetrado en las Españas las devastan en lucha sangrienta [...] Desparramándose furiosos los bárbaros por las Españas, y encrueleciéndose al igual el azote de la peste, el tiránico exactor roba y el soldado saquea las riquezas y los mantenimientos guardados en las ciudades; reina un hambre espantosa, y las fieras destrozan hasta a los hombres más fuertes.
C. Sánchez Albornoz y A. Viñas: Lecturas históricas españolas.

No obstante, los historiadores actualmente consideran que las fuentes de la época deben ser miradas con prudencia, analizando no solo lo que se escribe sino también la finalidad que perseguía el autor en su época con dicha obra, debiendo someterlas a un enjuiciamiento crítico.
Galicia fue ocupada no solo por los suevos, sino también por vándalos asdingos. Los alanos se desplazaron hacia la Lusitania y la Carthaginense. Con los vándalos silingos en la zona de la Bética, solo quedaba en poder del Imperio romano la provincia de la Tarraconense. Precisamente para poder recuperar el dominio perdido en la península ibérica, el imperio pacta con el rey godo Walia para que sean ellos quienes defiendan los derechos de Roma frente a estas tribus germanas. Así pues, en el 416 los visigodos penetran como aliados de Roma, a través de un foedus, derrotando a los alanos y a parte de los vándalos, con lo que el Imperio recupera el control de las regiones más romanizadas (la Bética y el sur de la Tarraconense).
El emperador Honorio en el 418 los aleja del rico Mediterráneo, recolocándolos en la Aquitania. Los suevos ocuparon entonces buena parte de la península, con capital en Emérita Augusta, la actual Mérida. Los vándalos los derrotaron en Mérida pero, hacia 429, pasaron a África. Los alanos ocuparon el centro y el este de la Península, y acabaron siendo absorbidos por la población hispanorromana.

Extensión del Reino Visigodo hacia principios del.

En esta situación el Imperio romano de Occidente había recuperado el dominio al menos nominal de la Península, excepto la zona dominada por los suevos, que afianzaban su reino en el occidente. Hacia el año 438 el rey suevo Requila emprende una decidida actividad de conquista del resto de Hispania, adueñándose de la Lusitania, la Carthaginense y la Bética. Su sucesor, Requiario, aprovechará las perturbaciones del movimiento bagauda para avanzar hacia la zona de Zaragoza y Lérida. Tal acción impulsó al Imperio romano a pedir nuevamente a los visigodos, a través de su rey Teodorico II, la ayuda precisa para controlar Hispania. Las tropas visigodas cruzan los Pirineos y en el otoño de 456 tomaron Astorga, la capital del reino suevo, y capturan al rey Requiario, quedando el resto de los suevos en el territorio comprendido de la Gallaecia en las actuales Galicia, parte de Asturias y León y mitad norte de Portugal. El reino suevo se mantuvo independiente hasta finales del siglo VI. El resto de la península quedó en manos visigodas, pasando a formar parte del Reino visigodo de Tolosa, con capitalidad en Tolosa (Toulouse, actual Francia). Las oleadas de conquista se sucedieron con posterioridad, pero ahora para ocupar espacios donde domina todavía el Imperio romano.
En el año 476, los visigodos ya se habían asentado en la península ibérica y en el 490 terminó el grueso de las migraciones desde el norte.

### El convulsosigloVI

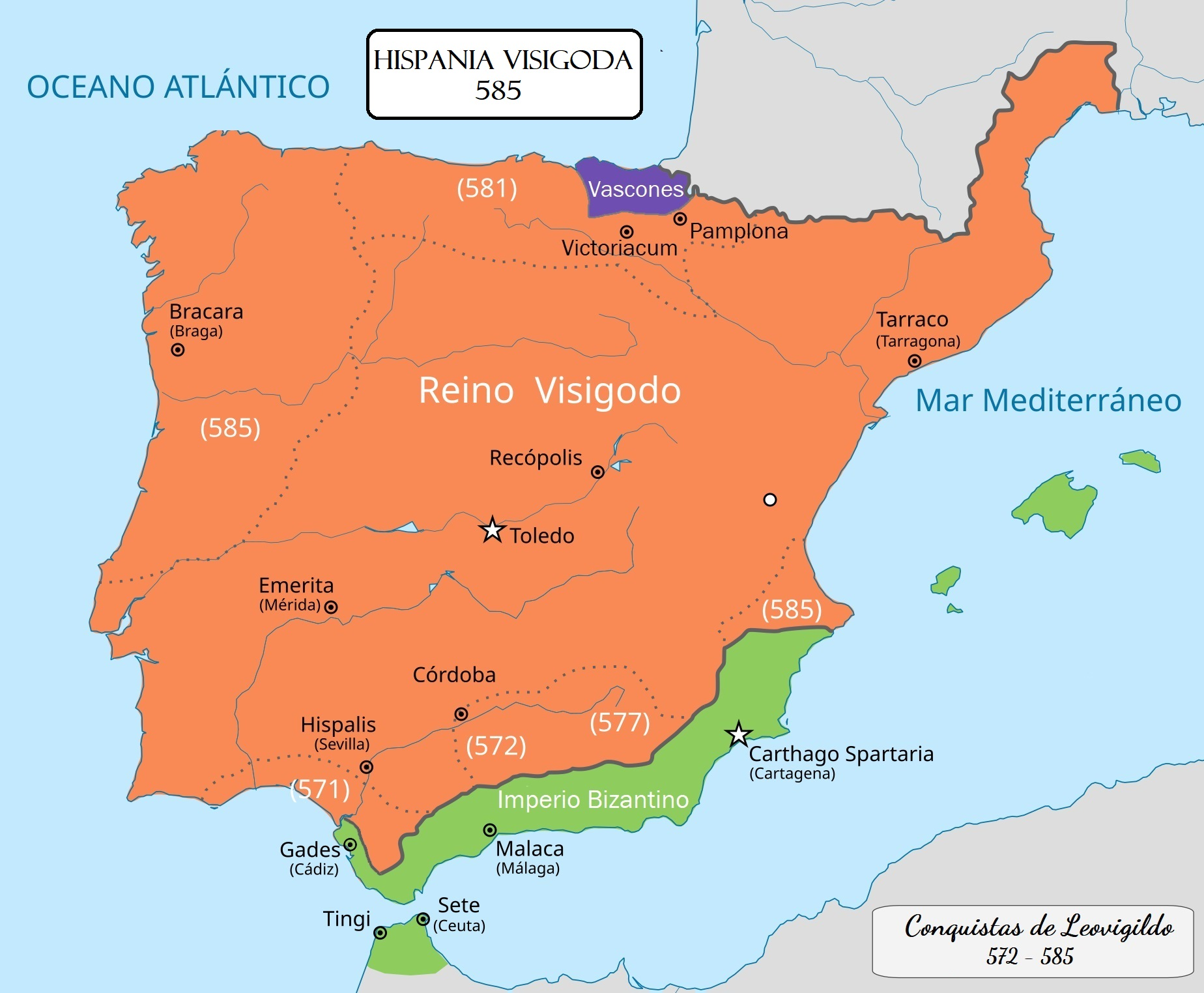
Reino visigodo tras las conquistas de Leovigildo, año 585.

Los visigodos no controlaban toda la península ibérica. En la parte noroeste estaba el reino de los suevos. Toda la cornisa cantábrica desde la cordillera hasta el mar, zona poco romanizada, estaba dominada por astures, cántabros y vascones. La monarquía visigoda conoció un momento de debilidad durante el siglo VI. Al menos dos reyes son asesinados sucesivamente, Teudiselo y Agila I, y en distintas zonas de la península se producen sublevaciones de terratenientes contra la autoridad real (Córdoba, Sevilla y Mérida, estas dos últimas capitales del reino).
A finales de 552 el emperador Justiniano I ya había finalizado la campaña de conquista del reino ostrogodo, accediendo ese mismo año a la petición de ayuda formulada en el 551 por el rebelde visigodo Atanagildo a cambio de una franja costera desde Alicante hasta la costa sur-atlántica portuguesa, incluyendo el norte de África y las islas Baleares. El nuevo territorio conquistado se denominó Provincia de Spania, y se estableció su capital en Carthago Spartaria, la actual Cartagena, controlando buena parte del Mediterráneo hispano y el estrecho de Gibraltar, y con ello el comercio. La colaboración oriental fue decisiva para decantar la guerra civil en el reino peninsular hispano a favor de aquel candidato frente a Agila. Pero la compensación territorial nunca fue plataforma para la conquista de la antigua Hispania. De hecho, las zonas concedidas en 552 comenzaron a menguar en las décadas siguientes, especialmente durante el reino de Leovigildo, hasta su desaparición hacia el 624 ya en época del rey Suintila.
Al final del reinado de Teudis se trasladó la capital a Toledo y con Atanagildo se consolidó dicho traslado. Gracias a la decidida acción política de Leovigildo (573-586) se produjo en la segunda mitad del siglo VI un fortalecimiento de la monarquía, con logros en diversos campos. Consiguió cierto nivel de estabilidad de la monarquía con reformas monetarias, restableciendo el control soberano sobre territorios que se habían declarado independientes en la segunda mitad del siglo VI, la conquista del reino suevo, así como contra las instalaciones bizantinas, muchas de las cuales pasaron de nuevo a manos visigodas.
No obstante, la pretensión de Leovigildo de unificar sus reinos religiosamente, con base en el arrianismo, fracasó. Vivió sus peores horas con la sublevación de su hijo Hermenegildo en el sur, convertido al catolicismo. Hasta el 584 no se restaurará la paz con la derrota del hijo a manos del padre. Su hijo y sucesor Recaredo (586-601), hermano de Hermenegildo, logró esa unidad religiosa, pero tomando como base el catolicismo. En el trascendental III Concilio de Toledo el rey y Baddo, su esposa, manifestaron su conversión. Se considera que, tras esta conversión, la cultura visigótica en Hispania alcanza su cénit.

### Los oscuros años delsigloVII

Reino visigodo tras las conquistas de Suintila, año 625.

La relativa paz que se respiraba con Leovigildo y Recaredo, se ve truncada nuevamente. Se suceden Liuva II, Witerico, Gundemaro y Recaredo II y de ellos, el que no es asesinado, incluso siendo menor de edad, muere en extrañas circunstancias. 
San Isidoro de Sevilla presenta a Suintila (621-631) como el primer monarca que reinó sobre toda Hispania tras expulsar a los bizantinos en el 624,  y derrotar a los vascones en el 625, esta vez consiguiendo una deditio, rendición incondicional:

«…Consiguió por su admirable éxito la gloria de un triunfo mayor que la de los demás reyes, fue el primero que alcanzó el poder monárquico de toda la Hispania peninsular, lo que ninguno de los príncipes anteriores había conseguido».

Chindasvinto (642-653) ejerció un férreo control sobre la rebelde nobleza. Las fuentes hablan del ajusticiamiento de doscientos miembros de la alta nobleza y de quinientos de la mediana. Otros muchos tuvieron que huir al extranjero. También realizó confiscaciones de sus bienes en beneficio de la Corona. Trató de crear una nueva “nobleza de servicio” mediante la concesión a sus miembros de notables privilegios y beneficios. Para consolidar el poder de su familia frente a la nobleza, asoció al Trono a su hijo Recesvinto. Como hiciera Leovigildo, trató de romper con la monarquía electiva de la nobleza e iglesia, y establecer la hereditaria.
Recesvinto (649-672) será reconocido por su labor legislativa con la promulgación del Liber iudiciorum del 654, con características marcadamente nacionales, y posteriormente mejorada por su sucesor Wamba. Éste código, que recoge leyes consideradas “antiguas” desde el Código de Leovigildo, influirá de manera notable en los fueros locales a partir del siglo X hasta el siglo XIX.
Wamba (672-680) tuvo que enfrentarse a una rebelión de vascones, posiblemente en coalición con sectores nobiliarios del noreste del Reino godo. Tras derrotar a los vascones, consiguió recuperar el control de toda la Tarraconense y Septimania venciendo a los nobles rebeldes. De esta forma, Wamba restauró y fortaleció el poder central de la Monarquía frente a la nobleza y clero feudalizantes.

### Caída del Reino visigodo

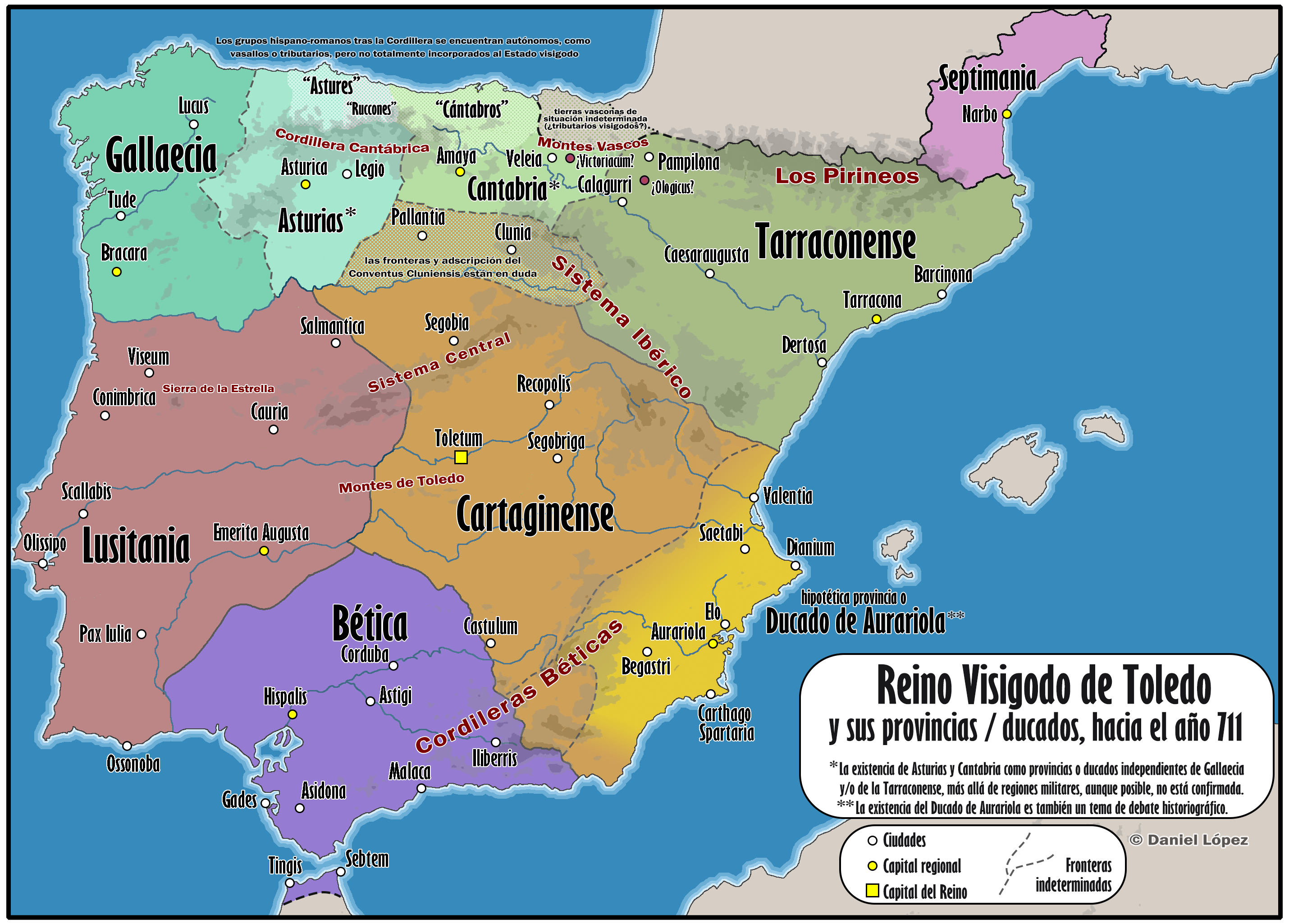
Hispania visigoda hacía el 711, antes de la conquista musulmana de la península ibérica.

En una carta al rey Etelredo de Mercia, fechada en el 746-747, san Bonifacio atribuía el derrumbamiento del reino visigodo a «la degeneración moral de los godos». Para E. A. Thompson, que es quien comenta esto en el prólogo de Los godos en Hispania (1969), «no es en absoluto evidente que la moderna investigación, en el punto en que se encuentra, haya profundizado mucho más».
Hacia 710 se suceden los enfrentamientos por el trono tras la muerte de Witiza. Los pretendientes a la corona, Roderico (conocido como don Rodrigo) y Agila II, el primero en el sur y el segundo en el norte de la península, se sitúan en posiciones extremas. Se conviene en que Witiza había pactado antes de su muerte la conquista musulmana de la península ibérica para el control del reino. Otros sostienen que fue Agila II, pero mantienen que las fuerzas del Califato Omeya, tras haber conquistado el norte de África, cruzan el estrecho de Gibraltar y conquistan Toledo, venciendo y matando a Rodrigo en la batalla de Guadalete (o de la Laguna de la Janda). Su entrada es imparable y dos años más tarde sitian Zaragoza.
Por medio de una serie de capitulaciones, un noble visigodo perteneciente a los círculos palatinos, Teodomiro, consiguió mantener durante unas décadas más, una considerable autonomía en el Reino de Tudmir, un vasto territorio en torno a la ciudad de Orihuela, en las actuales provincias de Murcia y Alicante.
La historiografía clásica [¿quién?] da por cierto que varios nobles visigodos, así como una parte de la población visigoda que huía de los musulmanes, escaparon hacia el norte de la península, concretamente a Asturias, poblada por los astures, de origen celta,[cita requerida] fuera del control musulmán, aunque podría haber habido un gobernador en la zona de costa (actual Gijón), Munuza, pero nunca llegaron los musulmanes a dominar las montañas,[cita requerida] que sí sirvieron de refugio a los resistentes cristianos, y uno de ellos, un oficial de Rodrigo, que estuvo en la batalla de Guadalete en el año 711 llamado Pelayo, consiguió derrotar 722 a una expedición de conquista musulmana en la batalla de Covadonga. Don Pelayo que ahora tenía la colaboración de los Astures, antiguos enemigos de los visigodos, ya que anteriormente habían intentado someterlos, fue elegido príncipe de los astures y así se convirtió en el primer rey de Asturias, y se conseguirá la creación de un pequeño pero férreo núcleo de resistencia que dará lugar a la formación de los primeros reinos cristianos, dentro de un proceso histórico que en el siglo XIX vendrá a denominarse la Reconquista. Por otro lado, sobre la batalla otros historiadores dudan y desconocen la localización exacta del lugar de la escaramuza, tampoco han logrado averiguar la fecha concreta, que abarca un período incluido entre los años 718 y 722. Las batallas aparecen referidas en la Crónica albeldense (Chronicon Albeldense o Codex Conciliorum Albeldensis seu Vigilanus) (año 833), lo que supone una de las escasas fuentes conservadas del periodo final de la monarquía hispanovisigoda, la invasión y asentamiento del poder Omeya en la península, y la génesis del Reino de Asturias, la historiadora franco-belga Adeline Rucquoi, dice: La Reconquista es una realidad y tiene su historia.[cita requerida]
Para el siglo IX toda la península, a excepción del mencionado norte peninsular, quedaría bajo el dominio musulmán. Existen otras teorías minoritarias para explicar el fin del reino visigodo sustituido por el predominio musulmán.

## Sociedad de la Hispania Visigoda

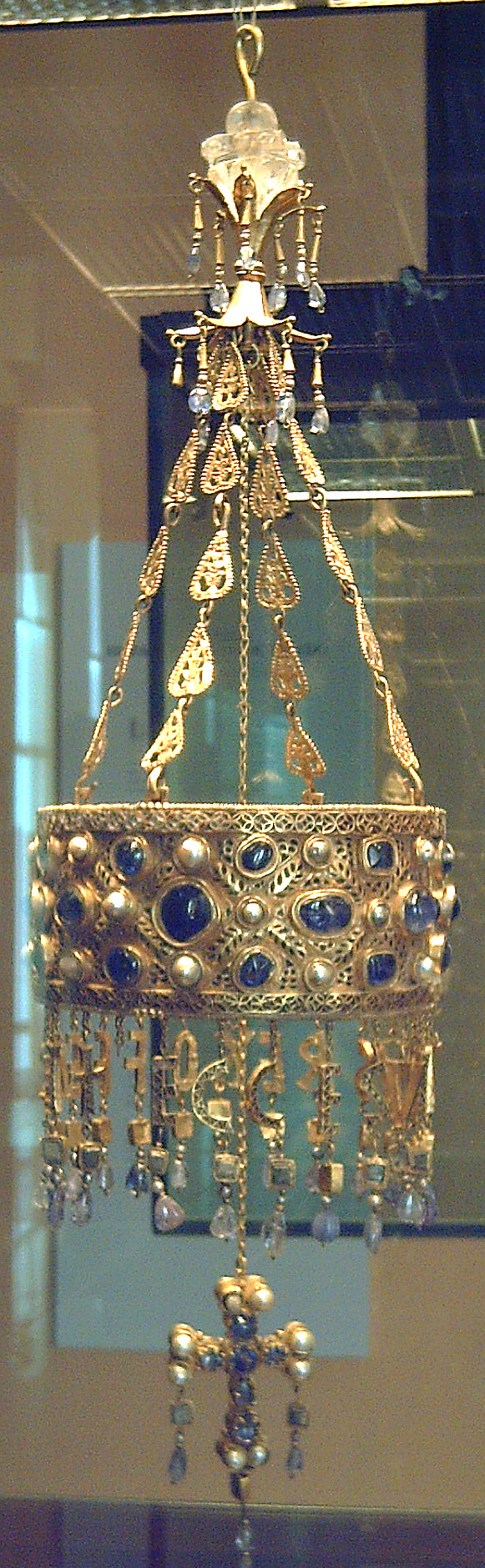
Corona de Recesvinto del Tesoro de Guarrazar, M.A.N., Madrid.

E. A. Thompson afirma en su obra fundamental Los godos en Hispania (1969) que «la única fuente continua de información sobre los reinados de los reyes de la península ibérica desde Gesaleico a Liuva I (507-568) es la Historia de los reyes de los godos, vándalos y suevos de San Isidoro de Sevilla».

### Aspectos demográficos
En cualquier caso, los godos debieron formar una minoría que se supone que empezaría a estar integrada en la sociedad hispanorromana. Su número no ha sido precisado con exactitud por historiador alguno, pero los cálculos más fiables hablan de entre 150 000 y 200 000 visigodos instalados en la península, sobre una población que no llegaba a los nueve millones, según San Isidoro de Sevilla. Otras fuentes hablan de 85 000-100 000 visigodos sobre una población de seis millones de hispanorromanos.
Recientemente se ha realizado un estudio arqueológico del poblamiento visigodo estimando una cifra para la población visigoda entre 130 000 y 150 000 personas, lo que representaría entre el 3 % y el 4 % de la población total hispana.
Los visigodos se asentaron sobre todo por la zona de la Meseta Norte, especialmente en el centro de la cuenca del río Duero, zona poco poblada y con escasa urbanización.
Este es el tiempo en el que se produce la reutilización de los materiales de construcción romanos para basílicas, iglesias y otras construcciones civiles (véase Arte visigodo).
Se trata de una sociedad que se ha considerado prefeudal o de transición al feudalismo, por concurrir en la misma una serie de características que serían propias de etapas posteriores de la Edad Media y que la diferencian de la Hispania romana. En primer lugar, se produce una paulatina ruralización social, abandonándose las grandes ciudades en algunos puntos y creándose en torno a las villas romanas núcleos de población más reducidos. Por otro lado, se tiende al autoconsumo y se desarrollan lazos de dependencia personal que anticipan el feudalismo. Así, de los reyes dependían como clientes los gardingos. Los nobles, a su vez, tenían a los bucelarios. Y de los grandes propietarios de la tierra dependían los colonos.
Se produjo en esta época una sustitución de la esclavitud por el colonato, como forma de relación en cuanto a la explotación de la tierra, lo cual se había iniciado ya en el Bajo Imperio. Los colonos formaban la amplia masa social. Los humildes, pequeños propietarios libres, eran una clase social en decadencia. La clase alta estaba formada por los potentados, los grandes terratenientes nobles, tanto godos como hispanorromanos. La dureza de las condiciones de vida de las clases bajas acabó produciendo en alguna ocasión revueltas campesinas, las cuales a veces eran confundidas con herejías como el priscilianismo.
Se diferencia dentro de la sociedad entre los visigodos y los hispanorromanos, cada uno de ellos regido por sus propias leyes. No obstante, con el paso de los siglos se tendió a la fusión de ambos grupos sociales, permitiéndose los matrimonios mixtos. Un intento de acabar con la diversidad jurídica fue el Liber iudiciorum (publicado en 654), en el que se trata de recoger el derecho romano junto a las prácticas, ya señoriales, que se habían ido imponiendo en la península en torno al derecho de propiedad.

### Arrianos, católicos y judíos
En cuanto a la religión, los visigodos seguían el arrianismo que se había extendido en el Imperio romano en el siglo IV, aunque no existían enfrentamientos significativos con los católicos, que constituían la mayoría de la población hispanorromana. En los Concilios de Toledo, en especial durante el tercero celebrado en el 589, se solventó la división provocada por el arrianismo gracias a la conversión de Recaredo. Este proceso, no sin altibajos, llevó a una unificación de ambas confesiones. La situación favoreció la plena integración entre las comunidades godas y las hispanorromanas y la aparición de figuras fundamentales de la nueva cultura como Isidoro de Sevilla, obispo, y cuyas Etimologías son consideradas por algunos como la primera gran obra de la Edad Media. La iglesia ganó gran influencia social, legitima a los reyes a partir del 672 y el obispado de Toledo se convertiría en el más importante de todos los peninsulares.
La relación con los judíos fue siempre tensa. Aunque al inicio del periodo visigodo los problemas eran menores, la conversión al catolicismo llevaría a una mayor discriminación contra los judíos, por lo que muchos de ellos se convirtieron falsamente. Especialmente estrictos fueron Sisebuto y Égica, que confiscaron sus propiedades acusándoles de conspirar contra la corona. Las medidas más comunes fueron la prohibición de los matrimonios mixtos, aun en caso de judíos conversos; la prohibición de que los judíos tuvieran esclavos cristianos y las constantes reparaciones económicas a que eran sometidos sin motivo alguno.

## Economía
La sociedad visigoda estaba dominada por las actividades de carácter agrícola y ganadero. En este punto continuaron la misma actividad económica de la Hispania romana, con los mismos cultivos, introduciendo alguno nuevo, como el de las espinacas o la alcachofa. La explotación de la tierra seguía organizada en torno a grandes villae. Una villa estaba dividida en reserva y mansos. No obstante, la mano de obra no era ya esclava, sino que se trataba de colonos, lo cual se había iniciado en la época del Bajo Imperio.
Sin embargo, otros rasgos de la época romana cambiaron. Así, desaparece la importancia de las grandes ciudades, del comercio o la minería. La circulación de moneda era escasa. El único comercio de cierta importancia era el de productos de lujo que provenían del Mediterráneo, y que era gestionado por mercaderes internacionales.

## Instituciones políticas

### La monarquía

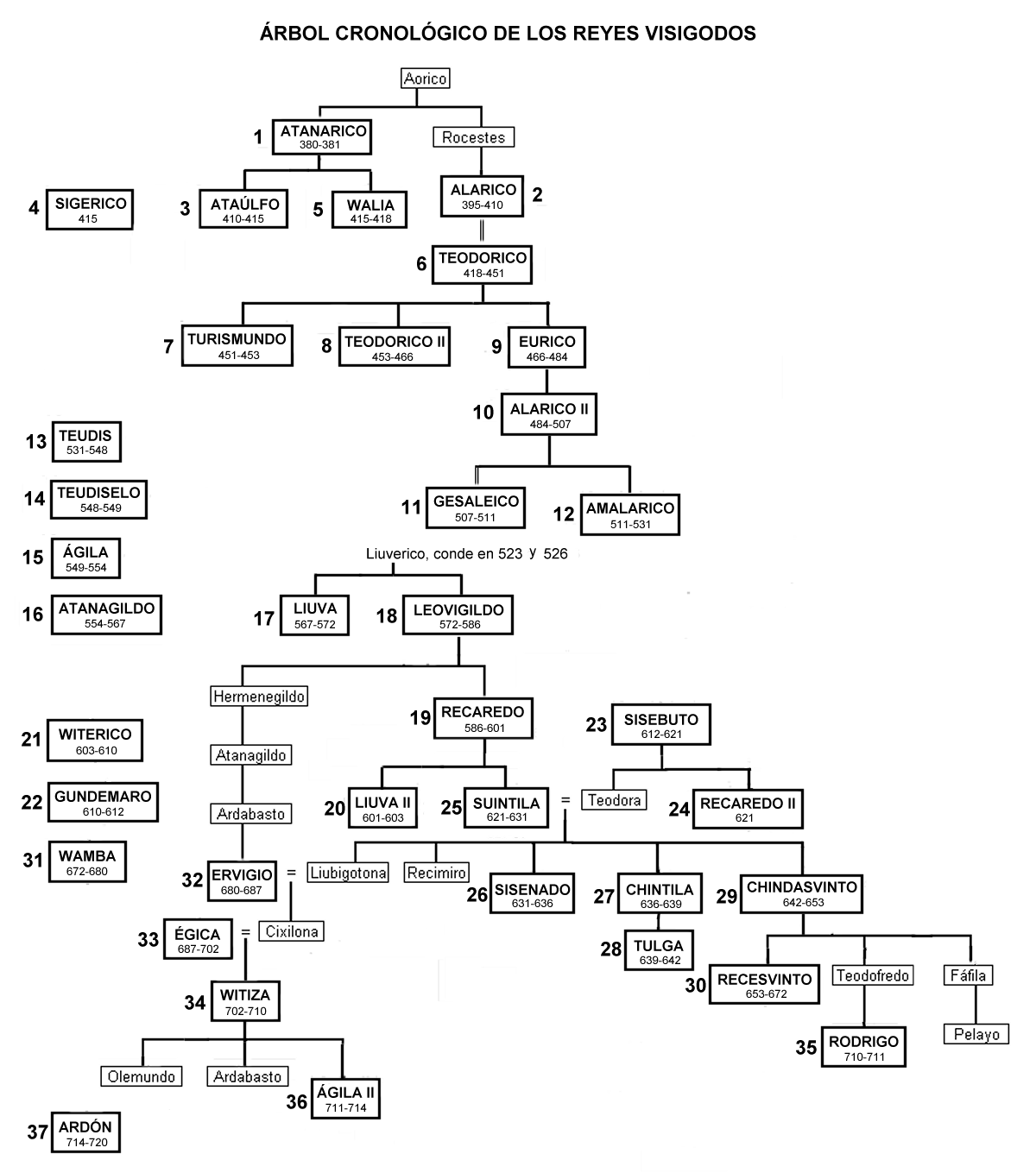
Árbol cronológico.

El rey era el jefe supremo de la comunidad. La institución monárquica llevaba largo tiempo afianzada en el pueblo visigodo cuando este llegó a la Península. Los reyes debían ser de condición noble y accedían al trono mediante un sistema electivo en el que intervenían los obispos y los magnates palatinos. Pero con ese sistema sólo fueron entronizados tres reyes (Chintila, Wamba y Rodrigo). La asociación al trono era, en la práctica, la forma más común, junto con las usurpaciones, de tomar el poder. El monarca estaba ungido por Dios y a Él debía su legitimidad; la realeza poseía así un carácter sagrado, que se supone debía de disuadir cualquier intento de atentar contra el rey. Pero eso no bastaba y los asesinatos de monarcas, rebeliones, conjuras y usurpaciones eran moneda de cambio en el reino visigodo.
Junto al rey estaba el Aula Regia, consejo asesor que estaba formado por nobles.

### Administración territorial
Los visigodos aceptaron la división provincial de la Hispania Romana. Al frente de las provincias pusieron a los duces (singular, dux; en español, «duques») y al frente de las ciudades a los comites (comes, «condes»).
Las instituciones municipales, en cambio, entraron en decadencia. Los curiales municipales, encargados de recaudar los impuestos en las ciudades, continúan y acentúan su caída. Son despojados de su poder tributario y este recae en manos de los duces y los comes. Estos asumirán gran parte de la labor administrativa del reino y gobernarán provincias o regiones con plenas competencias en la administración y justicia. Iniciándose un proceso de protofeudalización.

### Hacienda pública
Estaba formada por el Tesoro Regio, el patrimonio de la corona y los ingresos por impuestos.
El Tesoro Regio lo constituían las grandes cantidades de oro, plata y joyas que los visigodos habían conseguido con los saqueos a lo largo de su historia. El encargado de su custodia era el comes thesauri y pasó por diversas vicisitudes. Tras la derrota de Alarico II en la batalla de Vouillé en el 507, el tesoro pasó a Rávena bajo custodia de los ostrogodos y fue reinstaurado en el 526 tras la muerte del rey ostrogodo Teodorico el Grande.
Estaba dividido en dos grupos claramente diferenciados (distintas ubicaciones):

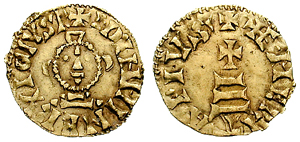
Tremís de oro de Ervigio emitido en Bracara Augusta entre 680 y 687.

- Tesoro nuevo: monedas de oro y plata con las que pagaban al ejército, administración, etc.
- Tesoro antiguo: con las joyas almacenadas de los saqueos. Entre estas piezas estaba con seguridad la «Mesa de Salomón» y se especula con que también estuviese el «Candelabro de los Siete Brazos», ambos objetos capturados en el saqueo a Roma por Alarico.

El Tesoro Regio constituía una reserva muy importante para el reino visigodo y sus monarcas no dudaron en utilizarlo para pagar aliados en sus luchas internas.
El patrimonio de la corona era inmenso y lo componía sobre todo la gran cantidad de tierras que los monarcas amasaban. Estas provenían de varias fuentes: las expropiadas por las constantes purgas que se realizaban en la nobleza, las tierras desiertas o deshabitadas y las tierras provenientes del fisco romano. Estas tierras se arrendaban a siervos que las cultivaban y pagaban una renta. Todas eran administradas por el conde del patrimonio. En el VIII Concilio de Toledo bajo reinado de Recesvinto se establece una separación entre el patrimonio del monarca y el del Estado.

Cecas visigodas.

Los impuestos en el reino visigodo no es una cuestión clara. Se sabe que los pequeños propietarios y los siervos que cultivaban las tierras reales pagaban un tributo. Parece que también existió un impuesto al clero, pero no tuvo continuidad en el tiempo. Los judíos fueron sometidos a un impuesto especial. Obispos y numerarii establecían el cambio de dinero a especie y funcionarios de la administración central se encargaban de su recaudación; al frente de la organización fiscal se encontraba el conde del patrimonio.

### Concilios de Toledo
Entre los años 400 y 702 se celebraron en Toledo dieciocho concilios en los que, reunidos en asamblea, los obispos de todas las diócesis de Hispania sometían a consideración asuntos de naturaleza tanto política como religiosa, con independencia del poder al que estuvieran sometidos (suevo, visigodo o bizantino).
Entre estas cuestiones no estrictamente religiosas estuvieron las normas para la elección de los reyes, la aprobación de los destronamientos o la condena a los rebeldes. Era en los concilios, además, donde se decidía sobre la persecución de los judíos.

### División eclesiástica

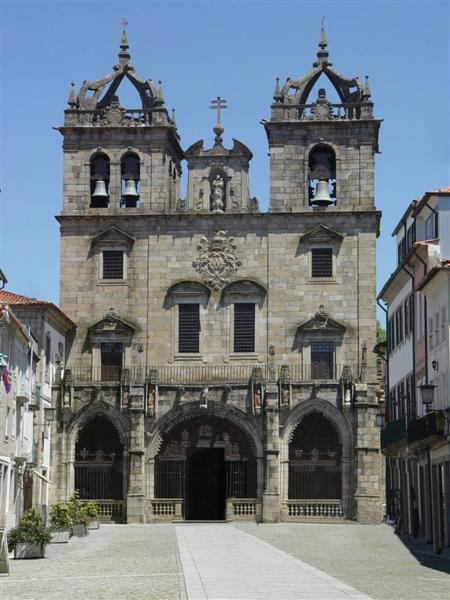
Catedral de Braga.

Para conocimiento de la geografía eclesiástica visigótica pueden utilizarse varias fuentes como la Hitación de Wamba de finales del siglo VII, las signaturas de prelados en las actas de los Concilios de Toledo, las obras de Idacio o de Isidoro de Sevilla y las llamadas Nomina sedium episcoplaium estudiadas por Claudio Sánchez Albornoz.
Las provincias coincidieron en sus límites con las antiguas provincias romanas, con la excepción del reino de los suevos cuyo territorio fue dividido en dos provincias eclesiásticas, cuyas capitales fueron Braga y Lugo. La archidiócesis de Braga comprendía cuatro diócesis que antaño pertenecían a Lusitania: Lamecum, Viseum, Conimbrica y Egitania. A mediados del siglo VII pasaron a depender de Mérida.
En esta época la Narbonense era una región perteneciente al estado visigótico, el cual contaba con seis sedes metropolitanas:
- Gallaecia, capital Braga.
- Lusitania, capital Mérida.
- Bética, capital Sevilla.
- Cartaginense, capital Toledo.
- Tarraconense, capital Tarragona.
- Narbonense, capital Narbona.

## Arte visigodo de Hispania

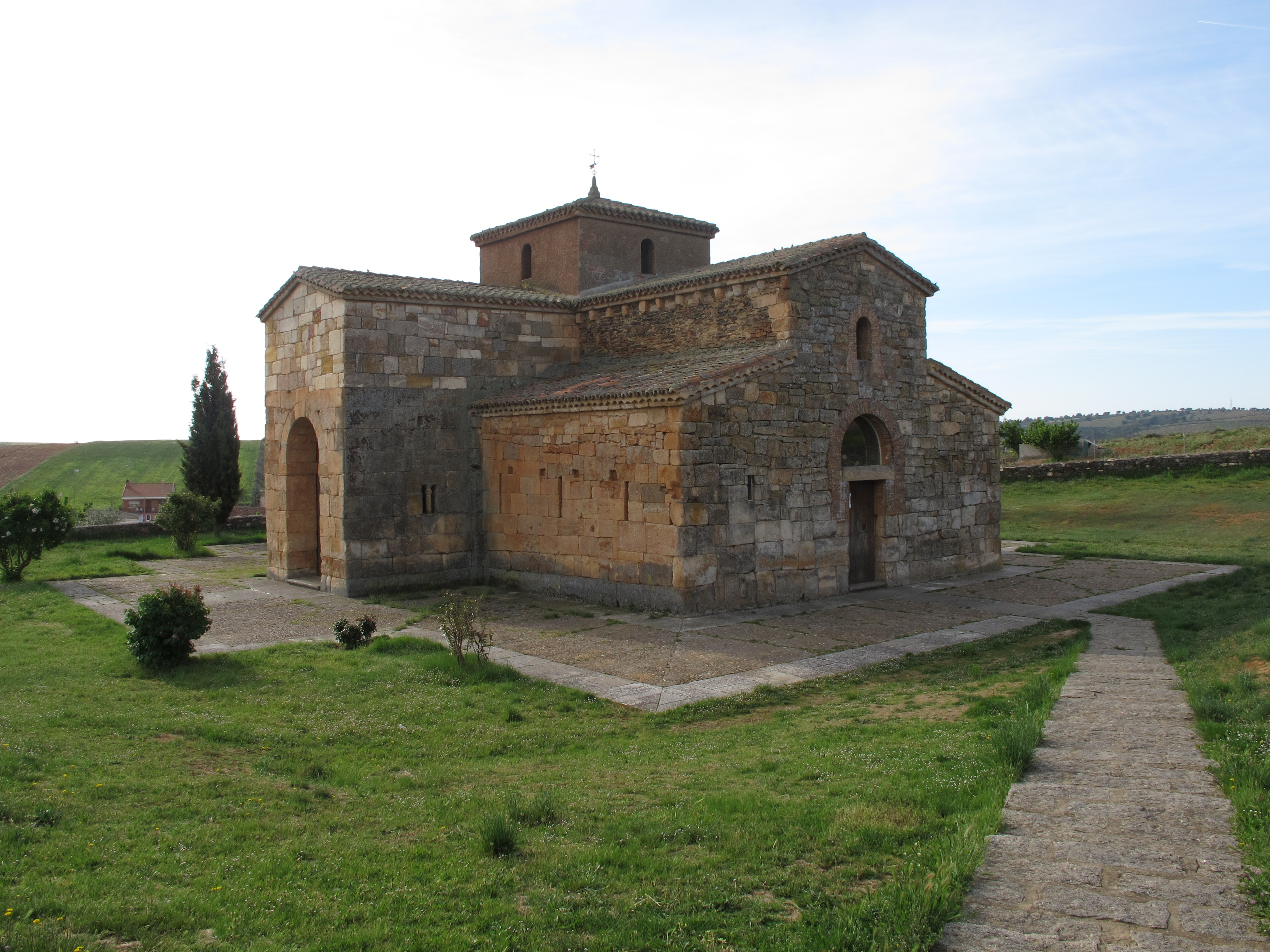
Iglesia visigoda de San Pedro de la Nave en El Campillo (Zamora).

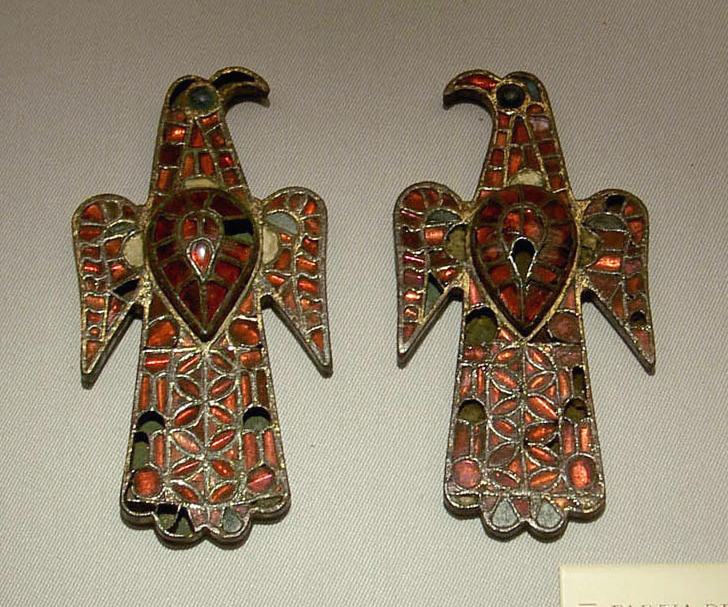
Fíbulas aquiliformes de Alovera Museo Arqueológico Nacional (Madrid).

### Arquitectura
Hoy en día aún podemos contemplar diferentes construcciones religiosas visigodas como San Pedro de la Nave, en la localidad de El Campillo (Zamora), del siglo VII, la Iglesia de Santa María de Melque, en San Martín de Montalbán (Toledo), que nació como parte de un conjunto monástico en el siglo VII, y otras, según detalle:
- Ermita de Santa María, situada en la localidad burgalesa de Quintanilla de las Viñas
- Iglesia de San Juan, en Baños de Cerrato (Palencia) de tipo basilical latino
- Iglesias de San Martín y de Santa Comba de Bande, ambas de Orense y de tipo más o menos bizantino en forma de cruz griega
- Capilla de San Fructuoso de Montelius en Braga, Portugal
- Iglesia de Santa Lucía del Trampal en Alcuéscar, Cáceres
- Cripta de San Antolín, en la catedral de Palencia

Es característico de la arquitectura visigoda el arco de herradura, que más tarde sería adoptado por los musulmanes.
En cuanto a restos arqueológicos de arquitectura civil visigoda, destaca Recópolis, una antigua ciudad de origen visigodo situada cerca de Zorita de los Canes (Guadalajara). Fue mandada construir por Leovigildo en honor a su hijo Recaredo en 578. Funcionó como un centro urbano importante, capital de una provincia visigoda denominada Celtiberia, de límites imprecisos, al este de la Carpetania (Toledo, la capital del reino). El conjunto está considerado «uno de los yacimientos más trascendentes de la Edad Media al ser la única ciudad de nueva planta construida por iniciativa estatal en los inicios de la Alta Edad Media en Europa» según Lauro Olmo Enciso, catedrático de arqueología de la Universidad de Alcalá. Se han identificado los restos de un complejo palatino, de una basílica visigoda, viviendas y talleres de artesanía.

### Orfebrería

#### Coronas y cruces votivas
Una de las muestras más llamativas del arte visigodo en Hispania, se debe al hallazgo del tesoro de Guarrazar, es un tesoro de orfebrería visigoda compuesto por coronas y cruces que varios reyes de Toledo ofrecieron en su día como exvoto. Fue hallado entre los años 1858 y 1861 en el yacimiento arqueológico denominado huerta de Guarrazar, situado en la localidad de Guadamur, muy cerca de Toledo. Las piezas están repartidas entre el Museo Cluny de París, la Armería del Palacio Real y el Museo Arqueológico Nacional, ambos en Madrid.
De las coronas, la Corona de Recesvinto es la que más llama la atención por su orfebrería y belleza, con letras colgantes de la misma, en ella se puede leer «Reccesvinthvs Rex offeret» («El rey Recesvinto [la] ofreció»).

#### Fíbulas aquiliformes
Las fíbulas aquiliformes (en forma de águila) que se han descubierto en necrópolis como Duratón, Madrona o Castiltierra (localidades de la provincia de Segovia), de gran importancia arqueológica, son una muestra inequívoca de la presencia visigoda en España. Estas fíbulas se usaban sueltas o por pares, como broche o imperdible de oro, bronce y vidrio para unir la vestimenta, obra de los orfebres de la Hispania visigoda, arqueológicamente no hay duda de que estas fíbulas pertenecían al pueblo visigodo, presente en Hispania a partir del siglo V de nuestra era. Destacan las encontradas en Alovera (Guadalajara), y que se pueden ver en la ilustración que hay encima de esta líneas.

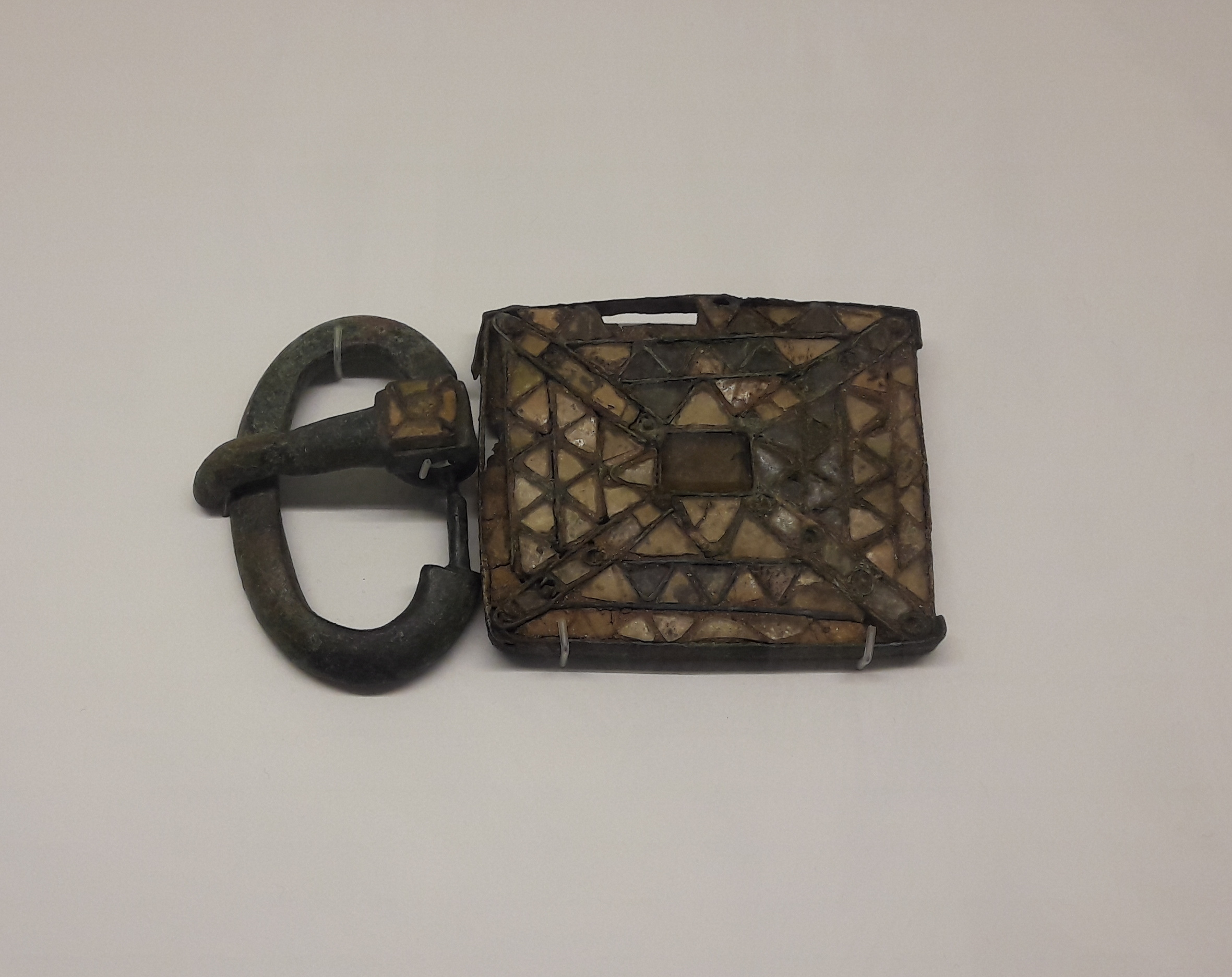
Placa y hebilla de cinturón. Bronce y hierro fundidos con decoración en pasta vítrea siguiendo la técnica del mosaico de celdillas o cloisonné. Siglos -. Procedentes de la necrópolis visigoda de Castiltierra, Segovia. Museo de Málaga, España.

#### Placas y hebillas de cinturón
Las placas y hebillas de cinturón encontradas en España, son objetos con una doble función, de uso cotidiano y ornamental, símbolo de rango y distinción de las mujeres visigodas, son hebillas grandes y rectangulares. Algunas piezas contienen excepcionales incrustaciones de lapislázuli de estilo bizantino. Las encontradas en la necrópolis visigoda de Castiltierra (Segovia), de los siglos V-VII, son de bronce y hierro fundidos, con decoración en pasta vítrea siguiendo la técnica del mosaico de esmalte alveolado o cloisonné, se trata de una técnica que puede utilizar incrustaciones de piedras preciosas, vidrio u otros materiales.
Historiadores como G. G. Koenig ven en las piezas de España, características similares a la forma de vestir danubiana de los siglos V-VI. Según el profesor Michel Kazanski, director de Investigación del Consejo Nacional de Investigación Científica de Francia (CNRS), ésta se desarrolló al norte del Mar Negro alrededor del año 400, y los pueblos germánicos posteriormente la trajeron a Occidente.
Existe bastante variedad en la decoración, son destacables las piezas de orfebrería de las tumbas visigodas de Aguilafuente (Segovia), especialmente las encontradas en la tumba de una mujer, que se cree del siglo VI, en la que la hebilla iba acompañada de dos fíbulas y varias joyas características del traje femenino visigodo. En las necrópolis visigodas también se encuentran pulseras de diferentes metales, collares de perlas y pendientes, con incrustaciones de vidrio de color. Todas estas joyas se han hallado en tumbas de la Hispania visigoda central, como es el caso de la necrópolis de Madrona (Segovia), que tiene un conjunto bastante variado de estos elementos ornamentales. El yacimiento de Aguilafuente consta de más de doscientas tumbas.

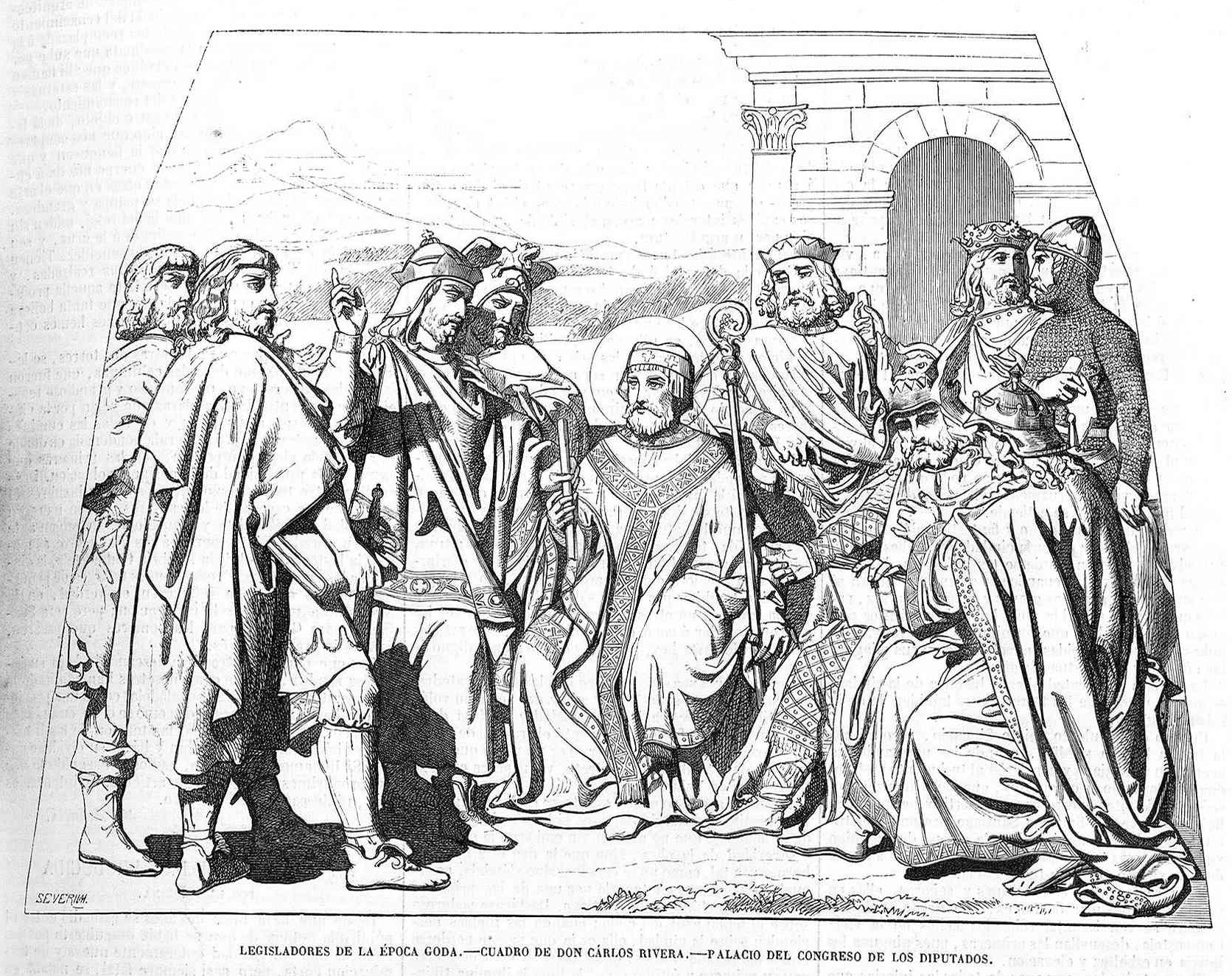
Legisladores de la época goda.

## Influencia lingüística en la lengua española
Para los visigodos en la península ibérica la lengua no era un factor distintivo entre ellos y los hispanorromanos (que vivían en el territorio antes de su llegada); ambos grupos hablaban la misma lengua, el latín vulgar. A pesar de eso, la lengua gótica original y otros aspectos de la cultura de los visigodos tuvieron un impacto lingüístico sobre algunos aspectos del castellano en la actualidad. En otras palabras, hay reflejos lingüísticos del contacto social entre los hispanorromanos y los visigodos en la lengua española hoy en día.
En cuanto a la fonética, no hay huellas. No obstante, hay rastros de su lengua en la morfología y lexicología del español. Por ejemplo, ciertas palabras conservan el sufijo gótico -ing, que se convertiría en -engo. Podemos ver ejemplos de eso en las palabras «abolengo» y «realengo».

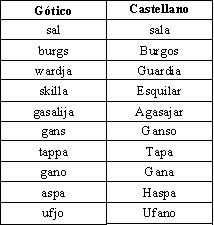
Más ejemplos de palabras españolas con orígenes góticos.

Ciertos tipos de palabras reflejan las dos culturas y sus propias lenguas; podemos ver influencia lingüística de los visigodos en el español en palabras relacionadas con el comercio, la agricultura, la industria, la vivienda, y el derecho. En principio, es probable que las palabras fuesen palabras prestadas de la lengua gótica, pero gradualmente se desarrollaron para ser más parecidas al español y más fáciles de pronunciar para un hablante de latín vernáculo y, posteriormente, para un hispanohablante.
También los hispanorromanos tomaron palabras de los godos y las adaptaban a su lengua vernácula; por ejemplo, la palabra jabón se deriva de una palabra gótica: saipo → sapone → jabón. Los visigodos introducían un concepto para los hispanorromanos (en este caso, el concepto nuevo de jabón) y adaptaban la palabra gótica original (de saipo) para que fuera más fácil de pronunciar y más parecido a una lengua romance, también de la palabra gótica reiks procede «rico».
Otras palabras en lengua castellana vienen de palabras góticas relacionadas con lo militar o diplomático. La palabra «guerra» reemplazó a la palabra latina bellum. «Guerra» deriva de la lengua gótica como sigue: werra → guerre → guerra, la palabra «guardia»  deriva del gótico wardja, la palabra «tregua» deriva del gótico triggwa.
De interés particular es el impacto de los visigodos en la antroponimia, que es una rama de la onomástica que estudia los nombres propios. De hecho, muchos nombres españoles comunes tienen sus orígenes en la lengua gótica a causa de la presencia durante más de doscientos años de los visigodos en la península ibérica. Por ejemplo, el nombre «Fernando» se deriva de una combinación de dos palabras góticas: frithu ('paz') y nanth ('atrevido'). Gradualmente los hispanorromanos los adaptaban hasta formar un nombre nuevo, Fridenandus, y finalmente se convertían en «Fernando». También podemos ver este proceso en el nombre «Álvaro», que deriva de las palabras all y wars, que significan respectivamente 'todo' y 'prevenido'. «Alfonso» está compuesto de una combinación de all y funs ('preparado'). Más antropónimos de origen gótico son Rodrigo, (de hrod, 'fama, gloria', y reiks, 'poderoso, rico', significa 'guerrero', 'guerrero famoso'), Rosendo, Argimiro, Elvira, Gonzalo, Alberto, etc.